# Parti populaire same
Le Parti populaire same (en same Sámeálbmot bellodat et en norvégien Samefolkets Parti) est un parti politique norvégien défendant les intérêts de la minorité same. Fondé le 15 octobre 1999, il compte actuellement un élu au niveau régional et onze au niveau local.